# 祖布里夫卡
48°38′6″N 26°36′4″E / 48.63500°N 26.60111°E
祖布里夫卡（烏克蘭語：Зубрівка），是烏克蘭的村落，位於該國西部赫梅利尼茨基州，由卡緬涅茨-波多利斯基區負責管轄，始建於1401年，面積0.16平方公里，2001年人口57。